# Sparrens hållplats
Sparrens hållplats fanns mellan 1885 och 1922 på Roslagsbanans numera nedlagda bansträckning mellan Kårsta och Rö invid sjön Sparrens östra strand.  Någon km efter det banan lämnade Sparrens strand (åt Röhållet) låg Sparrens hållplats, rakt söder om godset Näs herrgård. Sparrens hållplats öppnades kort efter det att Stockholm-Rimbo järnväg öppnades år 1885. Sparrens hållplats blev tidigt nedlagd, redan år 1922, men många år efter detta fanns en banvaktstuga kvar vid hållplatsen. Den revs 1970. Idag finns bara en förfallen träkur, som en gång varit banvaktens dressingarage, kvar vid Sparrens f.d. hållplats. På 1980-talet fanns information om nedläggningen av bandelen Kårsta-Rimbo anslaget i kuren. Senare byttes detta ut mot en tågtidtabell från 1897, då tågen stannade i Sparren. Idag (2012) finns istället en översiktskarta över hela Roslagsbanan då den var som störst. Synliga rester av den lilla plattformen vid Sparrens hållplats fanns kvar ända in på 1990-talet men är idag bortrivna.